# Lliga de Filials
La Lliga de Filials va ser un projecte controvertit de competició futbolística d'Espanya proposat el 2009 i descartat el 2010. Hauria estat formada per 42 equips, filials dels 20 clubs de la Primera Divisió i els 22 de la Segona Divisió. La Lliga de Filials hauria estat una competició tancada, sense ascensos ni descensos i organitzada per la Lliga de Futbol Professional (LFP).

## Criteris essencials
Es va planejar que els jugadors que disputessin la Lliga de Filials haurien tingut edats compreses entre els 16 i els 21 anys. Podent haver-hi cinc jugadors majors de 23 anys amb només cinc jugadors extracomunitaris a la plantilla, podent alinear-se els cinc a la vegada en el camp.
Si un jugador complia els requisits anteriors pot alternar les seves aparicions amb el filial i amb el primer equip. Perquè un jugador lesionat amb fitxa del primer equip pogués jugar amb el filial s'haurien de donar les següents circumstàncies: que jugui després de més de 90 dies lesionat, que ho faci en els 60 dies després de rebre l'alta mèdica i que disputi 4 partits com a màxim amb el filial.

## La competició
La lliga hagués constat de tres fases. Durant la primera fase es disputaria una sola volta de 13 jornades. Els cinc millors de cada grup i el millor sisè es classificarien per a la Superlliga. La segona fase seria la Superlliga en la qual s'enfrontarien a anada i tornada els 16 equips, el guanyador serà el campió d'Espanya de la categoria.
Els altres equips no classificats per a la Superlliga s'enquadrarien en dos grups de 13 equips i competirien a doble volta per a classificar-se per a la Copa del Rei. En la tercera fase, els quatre primers equips de la Superlliga disputarien la Copa del Rei, les places restants les disputarien els equips del grup a manera de play-off. Els vuit equips que es classifiquessin per a la Copa del Rei haguessin disputat aquest torneig en un cap de setmana amb una seu per determinar

## Organització proposada
Dels 42 equips que jugaven a Primera o Segona Divisió en aquell moment, existia una gran diferència entre les categories on jugaven els seus equips filials: 1 a Segona Divisió, 16 a Segona Divisió B, 18 a Tercera Divisió, 1 a Primera Andalusa, 2 a Regional Preferent, 2 a categoria juvenil i un club, el SD Huesca, que no tenia en aquell moment equip filial.

### Grup Regió 1
| Club Filial           | Club Matriu         | Categoria temporada 2008/09               |
| --------------------- | ------------------- | ----------------------------------------- |
| Almeria B             | UD Almería          | 3a Divisió - Grup IX Andalusia Oriental   |
| Bilbao Athletic       | Athletic Club       | 2a Divisió B - Grup 1                     |
| Atlètic de Madrid B   | Atlètic de Madrid   | 2a Divisió B - Grup 2                     |
| Barcelona Atlètic     | FC Barcelona        | 2a Divisió B - Grup 3                     |
| Real Betis B          | Reial Betis         | 2a Divisió B - Grup 4                     |
| Deportivo B           | Deportivo La Coruña | 2a Divisió B - Grup 1                     |
| Espanyol B            | RCD Espanyol        | 3a Divisió - Grup V Catalunya             |
| Getafe B              | Getafe CF           | 3a Divisió - Grup VII Comunitat de Madrid |
| Málaga B              | Málaga CF           | 3a Divisió - Grup IX Andalusia Oriental   |
| Mallorca B            | RCD Mallorca        | 3a Divisió - Grup XI Illes Balears        |
| Numancia B            | CD Numancia         | 3a Divisió - Grup VIII Castella i Lleó    |
| Osasuna B             | CA Osasuna          | 2a Divisió B - Grup 3                     |
| Racing B              | Racing de Santander | 2a Divisió B - Grup 1                     |
| Reial Madrid Castella | Reial Madrid        | 2a Divisió B - Grup 2                     |

### Grup Regió 2
| Club Filial         | Club Matriu              | Categoria temporada 2008/09                      |
| ------------------- | ------------------------ | ------------------------------------------------ |
| Recreativo Huelva B | Recreativo Huelva        | 3a Divisió - Grup X Andalusia Occidental         |
| Sevilla C           | Sevilla FC               |                                                  |
| Sporting de Gijón B | Sporting de Gijón        | 2a Divisió B - Grup 2                            |
| València Mestalla   | Valencia CF              | 2a Divisió B - Grup 3                            |
| Valladolid B        | Reial Valladolid         | 2a Divisió B - Grup 1                            |
| Vila-real B         | Vila-real CF             | 2a Divisió B - Grup 3                            |
| Alavés B            | Alavés                   | 3a Divisió - Grup IV Pais Basc                   |
| Albacete B          | Albacete Balompié        | 3a Divisió - Grup XVIII Castella La Manxa        |
| Alicante B          | Alicante                 | 3a Divisió - Grup VI Comunitat Valenciana        |
| CE Castelló B       | Club Deportivo Castellón | 3a Divisió - Grup VI Comunitat Valenciana        |
| Celta de Vigo B     | Celta de Vigo            | 2a Divisió B - Grup 1                            |
| Córdoba B           | Córdoba                  | 3a Divisió - Grup X Andalusia Occidental         |
| Eibar B             | SD Eibar                 | 3a Divisió - Grup IV Pais Basc                   |
| Elche Ilicitano     | Elche                    | Regional Preferent Comunitat Valenciana - Grup 4 |

### Grup Regió 3
| Club Filial           | Club Matriu     | Categoria temporada 2008/09                      |
| --------------------- | --------------- | ------------------------------------------------ |
| Gimnàstic (Juvenil A) | Gimnàstic       |                                                  |
| Girona (Juvenil A)    | Girona FC       |                                                  |
| Hércules B            | Hércules        | Regional Preferent Comunitat Valenciana - Grup 4 |
| Huesca B              | SD Huesca       | El Huesca no tenia filial                        |
| Las Palmas Atlético   | UD Las Palmas   | 2a Divisió B - Grup 2                            |
| Llevant UE B          | Llevant UE      | 3a Divisió - Grup VI Comunitat Valenciana        |
| Rayo Vallecano B      | Rayo Vallecano  | 3a Divisió - Grup VII Comunitat de Madrid        |
| Real Murcia Imperial  | Real Murcia     | 2a Divisió B - Grup 2                            |
| Reial Societat B      | Reial Societat  | 2a Divisió B - Grup 1                            |
| Salmantino            | UD Salamanca    | 3a Divisió - Grup VIII Castella i Lleó           |
| Tenerife B            | Tenerife        | 3a Divisió - Grup XII Illes Canàries             |
| Xerez B               | Xerez           | Primera Andalusa - Grup I                        |
| Reial Saragossa B     | Reial Saragossa | 3a Divisió - Grup XVII Aragó                     |
| Per determinar        | Per determinar  |                                                  |